# Antonino Caponnetto
Antonino Caponnetto (Caltanissetta, 5 septembre 1920 - Florence, 6 décembre 2002) est un magistrat italien, connu pour avoir dirigé de 1984 à 1990 le Pool antimafia créé par Rocco Chinnici en 1980.
Après l'assassinat du juge Rocco Chinnici en novembre 1983 il le remplace et s'entoure de Giovanni Falcone et Paolo Borsellino, Gioacchino Natoli, Giuseppe Di Lello et Leonardo Guarnotta dont l'activité a conduit à l'arrestation de plus de 400 criminels liés à la Cosa nostra, aboutissant au Maxi-Procès de Palerme à partir du 10 février 1986. Il est considéré comme l'un des héros emblématiques de la lutte contre le crime organisé italien.

## Biographie
À l'âge de 10 ans, Antonino Caponnetto quitte la Sicile, sa terre natale, pour Pistoia et obtient son diplôme en droit à l'Université de Florence. Entré dans la magistrature en 1954, il est affecté comme préteur à Prato, de la Cour constitutionnelle. Sa carrière prend un tournant en 1983 lorsqu'il est transféré à Palerme après le meurtre de Rocco Chinnici, chef du bureau antimafia de Palerme. 
Suivant la stratégie des services de l'instruction de Turin, où Gian Carlo Caselli travaillait pour la lutte contre le terrorisme et poursuivant le travail de Rocco Chinnici, il crée en 1984 un groupe de magistrats qui a pour mission de s'occuper exclusivement de la lutte contre la mafia : le pool antimafia composé de Giovanni Falcone, Paolo Borsellino, Gioacchino Natoli , Giuseppe Di Lello Finuoli et Leonardo Guarnotta. Le Pool a instruit le premier grand procès contre la mafia et a utilisé les déclarations de repentis, dont Tommaso Buscetta. Lorsqu'il a décidé de quitter Palerme pour retourner à Florence, il a choisi comme successeur Falcone mais le conseil supérieur de la magistrature lui a préféré Antonino Meli, et Caponnetto n'a jamais caché sa forte amertume pour cette décision, en raison, selon ses propres mots, de « cinq honteuses, meurtrières, abstentions et à deux voix de majorité » (cinque vergognose, letali, astensioni e due voti di maggioranza).
Il a mis fin à sa carrière en 1990 et a dû assister en mai 1992 d'abord à la mort de Falcone suivie en juillet 1992 par celle de Borsellino, assassinés par la mafia. Son commentaire « Tout est fini! » («È finito tutto!») est devenu célèbre peu de temps après l' attentat de la via D'Amelio.  Il a néanmoins regretté ce commentaire comme il l'a expliqué aux citoyens lors des funérailles de Paolo Borsellino puis dans une interview avec Gianni Minà en 1996 lors de la transmission Storie (Rai Due).

« Ce fut un moment particulier, de consternation, de désespoir. Je venais de sortir de la morgue où j'avais embrassé pour la dernière fois le front encore noirci de Paolo. Mon moment de défaillance est donc humainement compréhensible, peut-être pas excusable, mais compréhensible. À ce moment-là, j'aurais dû - j'avais l’obligation, peut-être, et j'aurais dû ressentir cette obligation - de récupérer le flambeau qui était tombé des mains de Paolo et donner du courage, insuffler la confiance en chacun. Au lieu de cela, ce sont les jeunes de Palerme qui m'ont donné du courage, que j'ai trouvé après quelques minutes sur la place du palais de justice. Ils se sont blottis autour de moi avec colère, avec douleur, avec détermination, avec confiance, avec espoir. Et alors j'ai compris à quel point je m’étais trompé en prononçant ces mots et combien je devais travailler pour les faire pardonner : je travaillais pour continuer l’œuvre de Giovanni et de Paolo »

— Antonino Caponnetto
.
À partir de ce moment là, il entreprend un processus de divulgation dans les écoles et lieux publics afin d'expliquer l'action de Falcone et Borsellino contre la mafia.  En 1993, il est candidat pour le parti La Rete (Movimento per la Democrazia - La Rete), parti politique de gauche antimafia aux élections administratives de Palerme, devenant ainsi président du Conseil municipal.
En 1993, il a reçu un diplôme honorifique en sciences politiques de l'Université de Turin. En 1999, il a organisé le premier sommet sur la légalité et la justice sociale à Florence, avec des magistrats, des avocats, des associations, des journalistes, pour discuter de la situation de la légalité en Italie.
Citoyen d'honneur de Palerme, Catane, Grammichele, Monteveglio, il a fait l'objet à trois reprises  d'un recueil de signatures pour sa nomination comme sénateur à vie.
Antonino Caponetto est mort à Florence après une longue maladie le 6 décembre 2002 à l'âge de 82 ans.

## Héritage et influence
Antonino Caponnetto a analysé le problème mafieux et a fourni l'orientation nécessaire pour comprendre les liens qu'il entretient avec le monde politique « Contrairement aux organisations purement criminelles, ou au terrorisme, la mafia a pour spécificité une relation privilégiée avec les élites au pouvoir et les institutions, ce qui lui permet une présence stable dans la structure même de l'Etat". Et que "la mafia est l'extension logique et la dégénérescence ultime d'une culture globale de clientélisme, de favoritisme, d'appropriation des ressources publiques à des fins privées »
Après sa mort, sa femme Elisabetta, Salvatore Calleri et d'autres amis ont donné naissance à la Fondation Antonino Caponnetto en juin 2003 .
La nouvelle cafétéria du pôle des sciences sociales de l'Université de Florence et le réfectoire portent son nom, ainsi que de nombreuses rues et places à travers l'Italie.
Depuis 2010, l’établissement scolaire de Monsummano Terme, dans la province de Pistoia, porte son nom.

## Œuvres
- Mes jours à Palerme. Histoires de mafia et de justice racontées à Saverio Lodato, Milan, Garzanti, 1992. (ISBN 88-11-73904-7).
- Une vie, un espoir. Antonino Caponnetto interviewé par Pierluigi Diaco et Roberto Pavone, Acireale, Bonanno, 1993. (ISBN 88-7796-053-1).
- Constitution, une carte à jeter ? Milan, 4 novembre 1994, édité par le Comité Giorgio La Pira, 1994.
- Témoignez de l'engagement. Rencontre-débat avec les jeunes du Lycée Classique G. Verga di Adrano, 18 mai 1994 , Adrano, Administration Municipale, Département de la Culture, 1995.
- Le pouvoir de la mafia, dans les cinquante ans de la République italienne, Turin, Einaudi, 1996. (ISBN 88-06-13973-8).
- Je ne me tairai pas. La longue bataille pour la justice, Milan, Melampo, 2010.  (ISBN 978-88-89533-48-2)

## Distinction
Sur proposition du conseil des Ministres, le 27 décembre 1990 : Grand Officier de l'Ordre du mérite de la République Italienne

## Sources
- Gianni Minà, "Chi ci tradì?" l'ultimo dubbio di Caponnetto, Il Manifesto, 7/12/2002
- Caponnetto al funerale di Borsellino: "È tutto finito. Non c'è più niente da fare"
- Gianni Minà, Intervista ad Antonino Caponnetto, Storie, 23 mai 1996, Rai Due
- Morto Antonino Caponnetto, il padre del pool antimafia, repubblica.it, 6 décembre 2002. URL consulté le 13 février 2020.
- Io non tacerò: una vita contro la mafia, ilrecensore.com, 11 avril 2011. URL consulté le 13 février 2020.
- Antonino Caponnetto, su Treccani.it – Encyclopédie en ligne, Institut de l'Encyclopédie Italienne.
- Œuvres d'Antonino Caponnetto, sur Open Library, Internet Archive
- Enregistrements d'Antonino Caponnetto, sur RadioRadicale.it, Radio Radicale
- Fondation Antonino Caponnetto, sur antoninocaponnetto.it. http://www.antoninocaponnetto.it/ URL consulté le 13 février 2020.
- Antonino Caponnetto, sur le portail RAI Scuola, sur raiscuola.rai.it, URL consulté le 13 février 2020.
- Salvatore Calleri, Antonino Caponnetto. Counterman hero in defense of legality , présentation d'Andrea Camilleri, Florence, Diple Edizioni, 2003.  (ISBN 88-88082-06-9)